# Zabójczy szept
Zabójczy szept (ang. Whisper) – amerykański horror z 2007 roku w reżyserii Stewarta Hendlera.

## Opis fabuły
Licząc na szybki zarobek Max wraz ze wspólnikiem porywają dla okupu 10-letniego Davida, syna zamożnej rodziny zamieszkującej Nową Anglię. Prosty plan komplikuje się z chwilą, w której porywacze odkrywają, że David nie jest zwykłym chłopcem. Młodzieniec potrafi bowiem wkraczać w umysły innych ludzi doprowadzając do mistrzostwa sztukę perswazji. Szybko staje się jasne, kto jest czyim zakładnikiem, a Max zaczyna żałować, że kiedykolwiek napotkał Davida.

## Obsada
- Josh Holloway – Max Truemont
- Blake Woodruff – David Sandborn
- Joel Edgerton – Vince Delayo
- Sarah Wayne Callies – Roxanne
- Dulé Hill – detektyw Miles
- Tara Wilson – Chloe
- Michael Rooker – Sydney Braverman
- Cory Monteith – Punk